# Psychoakustika
Psychoakustika je vědní odbor, který se zabývá výzkumem vnímání zvuku. Přesněji studiem a výzkumem fyziologických a psychologických reakcí na zvukové podněty, jako je řeč a hudba. Psychoakustika je jedním z podoborů psychofyziky.